# Deren (distrikt i Mongoliet)
Deren (mongoliska: Дэрэн Сум, Дэрэн, Deren Sum) är ett distrikt i Mongoliet.   Det ligger i provinsen Dundgobi, i den centrala delen av landet, 190 km söder om huvudstaden Ulaanbaatar.